# Coop Himmelb(l)au

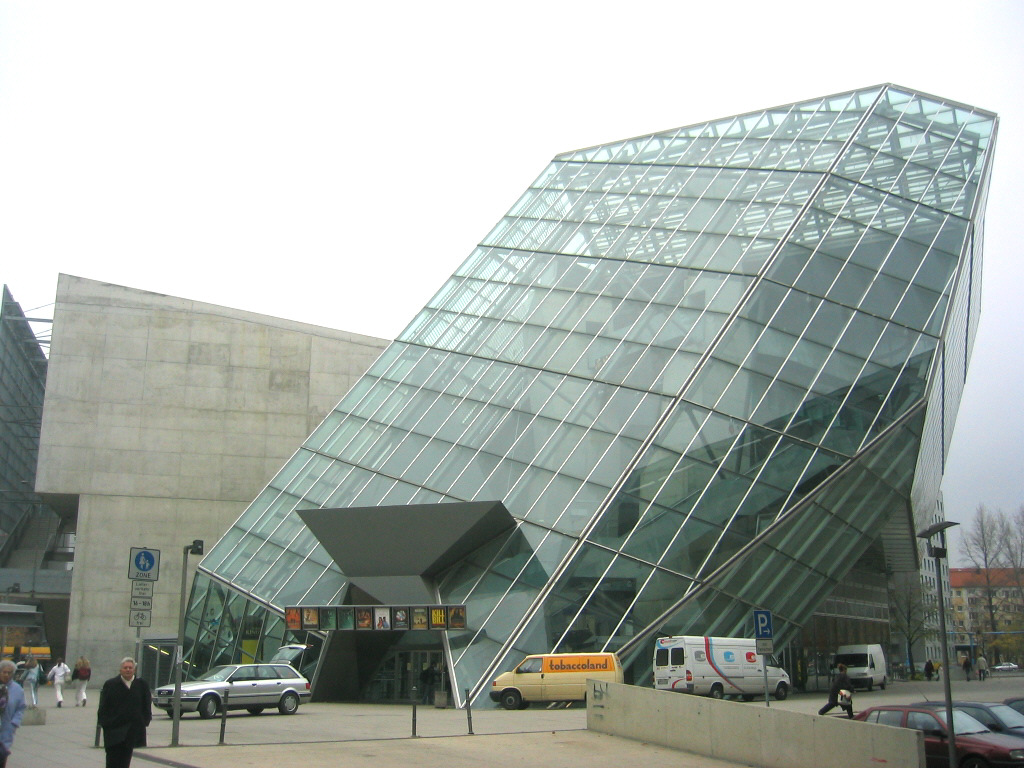
Cines UFA de Dresde.

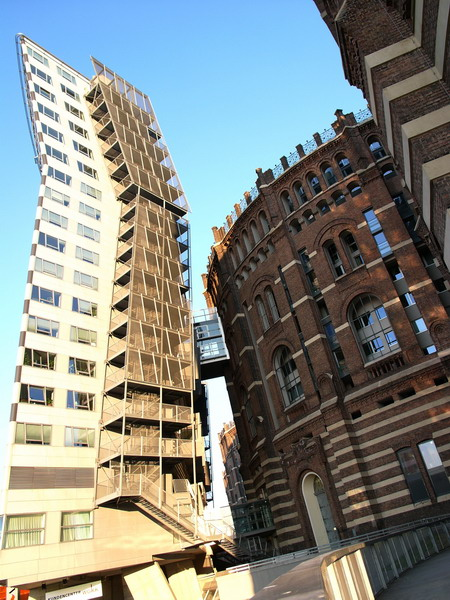
Gasometer de Viena.

Coop Himmelb(l)au es una cooperativa de arquitectos con sede en Viena. Su nombre es un juego de palabras en alemán: Himmelblau quiere decir 'azul celeste', mientras que Himmelbau se puede traducir por 'construcción celestial'.
En 1968 Wolf D. Prix y Helmut Swiczinsky (Poznań, 1944) fundaron este estudio con el objeto de trabajar en urbanismo, arquitectura, diseño y arte.

## Proyectos
- Ático de Falkestraße
- Plan maestro para Melun-Sénart
- Pabellón de Museo en Groninga
- Centro de Cines UFA (Dresde)
- Academia de Bellas Artes de Múnich
- BMW Welt (Centro de actividades de la automotriz)
- Museo de Arte de Akron (Ohio)
- Gasometer (Viena)
- Musée des Confluences (Lyon)
- Edificio del Banco Central Europeo (Fráncfort del Meno)
- Auditorio de Zarauz

## Premios y distinciones
- 2008 RIBA European Award por BMW World
- American Architecture Awards 2005
  - El Chicago Athenaeum, Illinois
  - Museo de Arte de Akron, Ohio, USA (2001-2006)
- Annie Spink Award por excelencia en la educación arquitectónica, RIBA, Londres, UK, 2004
- Medalla de Oro por méritos al estado federal de Viena, Austria 2002
- Premio de arquitectura Erich Schelling (1992)